# Louis Spohr

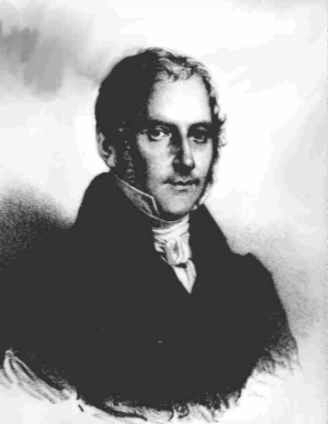
Autoportretul lui Louis Spohr în tinerețe

Louis Spohr (n. 5 aprilie 1784, Braunschweig, Brunswick-Wolfenbüttel⁠(d) – d. 22 octombrie 1859, Kassel, Hesse-Nassau⁠(d)) a fost un compozitor, violonist și dirijor german. Născut Ludwig Spohr, este cunoscut în afara Germaniei după forma franceză a numelui său. În 1822 a devenit capelmaistru în Kassel, unde și-a petrecut restul vieții, dirijând activitatea muzicală din oraș.